# Европско првенство у рагбију тринаест Ц
Европско првенство у рагбију тринаест Ц дивизија (енгл. Rugby League European Championship C) је трећи ешалон европског рагбија 13. На пирамиди изнад је Европско првенство у рагбију тринаест Б, а испод је дивизија Д. Такмичењем руководи Европска рагби 13 федерација.
Прво Европско првенство у рагбију 13 Ц је одржано 2008. До сада су највеће успехе направили рагбисти Украјине, Чешке и Грчке.

## Историја

### Списак победника дивизије Ц Европског првенства у рагбију 13
- 2008 - Летонија
- 2009 - Украјина
- 2010 - Малта
- 2011 - Чешка Република
- 2012 - Чешка Република
- 2013 - Украјина
- 2014 - Грчка
- 2015 - Шпанија
- 2016 - Украјина
- 2018-2019 - Грчка

### Табела победника дивизије Ц Европског првенства у рагбију 13
- Рагби 13 репрезентација Украјине - 3 титуле.
- Рагби 13 репрезентација Чешке - 2 титуле.
- Рагби 13 репрезентација Грчке - 2 титуле.
- Рагби 13 репрезентација Летоније - 1 титула.
- Рагби 13 репрезентација Малте - 1 титула.
- Рагби 13 репрезентација Шпаније - 1 титула.

### Списак учесника од 2008. до данас
- Рагби 13 репрезентација Летоније
- Рагби 13 репрезентација Естоније
- Рагби 13 репрезентација Украјине
- Рагби 13 репрезентација Малте
- Рагби 13 репрезентација Норвешке
- Рагби 13 репрезентација Мађарске
- Рагби 13 репрезентација Чешке Републике
- Рагби 13 репрезентација Шпаније
- Рагби 13 репрезентација Немачке

## Формат такмичења
Формат такмичења се мењао кроз историју.

## Тренутни учесници
- Рагби 13 репрезентација Украјине
- Рагби 13 репрезентација Норвешке
- Рагби 13 репрезентација Немачке